# Tracy Fleury
Tracy Fleury, född 13 juni 1986 i Greater Sudbury, är en kanadensisk curlingspelare som representerar det kanadensiska landslaget.

## Biografi
Tracy Fleury har medverkat i två VM-turneringar där hon tagit två guld.